# Амлешовские Выселки
Амлешовские Выселки — деревня в Клепиковском районе Рязанской области. Входит в состав Колесниковского сельского поселения.

## География
Деревня находится в северной части Рязанской области, в зоне хвойно-широколиственных лесов, в пределах Мещёрской низменности, при автодороге Тума-Малахово, на расстоянии примерно 35 километров (по прямой) а восток-юго-восток от города Спас-Клепики, административного центра района.  

### Климат
Климат характеризуется как умеренно континентальный, с тёплым летом и умеренно холодной снежной зимой. Средняя температура воздуха самого холодного месяца (января) — −11,5 °C (абсолютный минимум — −42 °C); самого тёплого месяца (июля) — 19 °C. Безморозный период длится около 140 дней. Среднегодовое количество осадков — 500 мм, из которых большая часть выпадает в тёплый период. Снежный покров держится в течение 135—145 дней.

## История
Показана на карте 1986 года как Амлешево-Выселки. Упоминается также другое название — Савиновские выселки.

## Население
| 2010 |
| ---- |
| 9    |

Численность населения: 19 человек в 2002 году (русские 95 %), 9 в 2010.